# Simon Liberati
Simon Liberati (París, Francia; 2 de mayo de 1960) es un escritor y periodista francés.

## Biografía
Después de estudiar en Sorbona, comenzó una carrera periodística escribiendo para revistas como FHM y Grazia. En 2004 empezó a escribir novelas como Anthologie des apparitions.[cita requerida]
Ganó el premio de Flore en 2009 por L'Hyper Justine y el premio Femina en 2011 por Jayne Mansfield 1967. En 2022 fue galardonado con el premio Renaudot de novela Performance.
Está casado con la actriz y modelo francesa Eva Ionesco.

## Obras seleccionada
- 2004: anthologie des apparitions;

- 2009: L'Hyper Justine, Grupo Flammarion;[1][5]
- 2011: Jayne Mansfield 1967, Roma, Fandango, 2012;[2]
- 2022: Performance (Premio Renaudot).[3]